# Redi Halilaj
Redi Halilaj (ur. 31 sierpnia 1989 w Golem) – albański kolarz szosowy, mistrz Albanii w kolarstwie szosowym lat 2010, 2013 i 2015.

## Życiorys i kariera
W 2007 roku uczestniczył we włoskim wyścigu Tre Giorni Orobica, odpadając na czwartym etapie.
26 czerwca 2009 roku wziął udział w mistrzostwach Albanii w kolarstwie szosowym, zajmując w nich drugie miejsce z wynikiem czasowym 4 godzin, 19 minut i 32 sekund (o 6 minut i 19 sekund dłużej od zwycięskiego Eugerta Zhupy.
W 2010 roku uczestnicząc w wyścigu Tour of Albania, kończąc go na szóstym etapie. 27 czerwca tegoż roku zwyciężył w mistrzostwach Albanii w kolarstwie szosowym.
2 lipca 2011 roku Halilaj wziął udział we włoskim wyścigu Coppa Quagliotti, którego trasa wynosiła 132 km; Albańczyk zajął w nich drugie miejsce. 17 lipca tegoż roku wygrał wyścig inny włoski wyścig Coppa Sant'Anna o trasie 145 km.
25 marca 2012 roku zwyciężył w wyścigu Coppa Caduti Buscatesi (trasa wynosiła 135 km). 11 sierpnia tegoż roku zajął trzecie miejsce w wyścigu Circuito Casalnoceto, którego trasa wynosiła 130 km.
9 marca 2013 roku wygrał w wyścigu Giro delle Tre Provincie, pokonując trasę o długości 144,9 km w 3 godziny, 11 minut i 13 sekund. 2 kwietnia tegoż roku zajął drugie miejsce po przejechaniu trasy o długości 139,7 km w ramach Classica di Colbuccaro. 21 lipca zajął 4. miejsce na Freccia dei Vini (trasa wynosiła 155,8 km). Wziął ponownie udział w mistrzostwach Albanii w kolarstwie szosowym; zwyciężył 29 września w jeździe indywidualnej na czas pokonując 24-kilometrową trasę w 32 minuty i 1 sekundę, a dzień później także zajął pierwsze miejsce w jeździe grupowej w ramach danych mistrzostw, wynik czasowy wyniósł 3 godziny, 30 minut i 6 sekund.
27 kwietnia 2014 roku zajął 5. miejsce w wyścigu Medaglia d'Oro Frare De Nardi. 3 maja tegoż roku zwyciężył w wyścigu Coppa Comune di Piubega pokonując 140-kilometrową trasę w 3 godziny, 15 minut i 55 sekund. 19 października zajął trzecie miejsce w Coppa d'Inverno.
28 czerwca 2015 roku ponownie zwyciężył w mistrzostwach Albanii w kolarstwie szosowym pokonując 175-kilometrową trasę w 4 godziny, 42 minuty i 2 sekundy. W tymże roku Halilaj wziął również udział w Tour of China I, jednak odpadł na piątym etapie.
14 lutego 2016 roku wziął udział w Trofeo Laigueglia, zajmując 15. miejsce po przejechaniu trasy o długości 192,5 km. 28 lutego tegoż roku zajął 17. miejsce w szwajcarskim wyścigu Gran Premio di Lugano po pokonaniu 186-kilometrowej trasy. 14 maja zajął drugie miejsce w portugalskim wyścigu Volta Internacional Cova da Beira, którego trasa wynosiła 198,6 km. 5 czerwca przejechał trasę o długości 178,2 km w ramach amerykańskiego wyścigu Philadelphia International Cycling Classic; Halilaj zajął dziewiąte miejsce. 26 czerwca zajął trzecie miejsce w mistrzostwach Albanii w kolarstwie szosowym, pokonując 174 km w 4 godziny, 29 minut i 5 sekund (o 2 sekundy dłużej od zwycięskiego Eugerta Zhupy). 3 lipca tegoż roku Halilaj zajął 3. miejsce także w wyścigu Balkan Elite Road Classics, którego trasa wynosiła 170 km.
W 2017 roku Halilaj wziął udział w wyścigu Dookoła Erytrei, kończąc go na czwartym etapie. 23 kwietnia tegoż roku zajął piąte miejsce w wyścigu Asmara Circuit, którego trasa wynosiła 125 km. 24 maja zajął 10. miejsce w wyścigu Tour of Albania; jego wynik czasowy wyniósł 20 godzin, 38 minut i 42 sekundy. 29 czerwca zajął drugie miejsce w mistrzostwach Albanii w kolarstwie szosowym, pokonując trasę w 4 godziny, 17 minut i 44 sekundy (o 3 minuty i 34 sekundy dłużej od zwycięskiego Ylbera Sefy). We wrześniu tegoż roku Halilaj wziął także udział w Mistrzostwach Świata w Kolarstwie Szosowym, na których zdobył 51. miejsce w indywidualnej jeździe na czas pokonując 31-kilometrową trasę w 50 minut i 44,03 sekundy.